# Aleksandr Maslov
Pour les articles homonymes, voir Maslov.
Aleksandr Vladimirovitch Maslov (en russe : Александр Владимирович Маслов), né le 25 décembre 1969 à Makhatchkala, en Union soviétique, est un ancien joueur et désormais entraîneur de football russe.

## Biographie
Il a joué en tant qu'attaquant professionnel en Russie, en Espagne et en Suisse, mais passe la plupart de sa carrière au FK Rostov.
Aleksandr Maslov commence sa carrière professionnelle dans l'équipe locale de D2 soviétique de sa ville natale du FK Dinamo Makhatchkala. En 1991, il est transféré dans le club du Nart Cherkessk, un club a qui on donne une place en seconde division russe après la dislocation de l'Union soviétique, en 1992. Il fait ses grands débuts en D1 russe en 1992 avec le Dynamo Stavropol.
Au milieu de la saison 1993, Maslov part évoluer au Rostselmash, autre club de première division. Rostselmash est relégué cette année-là, et Maslov inscrit 32 buts en 1994 et les aide à retrouver l'élite. En 1996, il devient le meilleur buteur du championnat de Russie avec 23 buts en 33 matchs.
En 1998, Maslov part en Espagne pour jouer à l'Albacete Balompié. Sa période dans le club ibérique n'est pas couronnée de succès, et il ne joue que huit matchs en un an. Pour se relancer, Maslov part ensuite jouer en Suisse à Sion et à Winterthour entre 1999 et 2001.
En 2002, il retourne à Rostov au FK Rostov, club avec qui il finit sa carrière. Après avoir mis un terme à sa carrière de joueur, il devient l'entraîneur-assistant de son ancien club de Rostov en 2004.
Maslov détient le record du joueur ayant inscrit le plus grand nombre de buts pour Rostov en championnat russe (90).

## Statistiques
| Saison                | Club                  | Championnat           | Championnat | Championnat | Coupe(s) nationale(s) | Coupe(s) nationale(s) | Total | Total |
| Saison                | Club                  | Division              | M.          | B.          | M.                    | B.                    | M.    | B.    |
| 1987                  | Dinamo Makhatchkala   | D3                    | 2           | 0           | -                     | -                     | 2     | 0     |
| 1990                  | Dinamo Makhatchkala   | D4                    | 15          | 4           | -                     | -                     | 15    | 4     |
| 1991                  | Nart Tcherkessk       | D3                    | 39          | 17          | -                     | -                     | 39    | 17    |
| 1992                  | Nart Tcherkessk       | D2                    | 16          | 9           | -                     | -                     | 16    | 9     |
| 1992                  | Dinamo Stavropol      | D1                    | 16          | 7           | 2                     | 0                     | 18    | 7     |
| 1993                  | Dinamo Stavropol      | D1                    | 12          | 0           | 2                     | 0                     | 14    | 0     |
| Sous-total            | Sous-total            | Sous-total            | 100         | 37          | 4                     | 0                     | 104   | 37    |
| 1993                  | Rostselmach Rostov    | D1                    | 9           | 1           | 1                     | 0                     | 10    | 1     |
| 1994                  | Rostselmach Rostov    | D2                    | 34          | 32          | 1                     | 1                     | 35    | 33    |
| 1995                  | Rostselmach Rostov    | D1                    | 30          | 18          | 1                     | 0                     | 31    | 18    |
| 1996                  | Rostselmach Rostov    | D1                    | 33          | 23          | 1                     | 2                     | 34    | 25    |
| 1997                  | Rostselmach Rostov    | D1                    | 24          | 7           | 2                     | 1                     | 26    | 8     |
| Sous-total            | Sous-total            | Sous-total            | 130         | 81          | 6                     | 4                     | 136   | 85    |
| 1997-1998             | Albacete Balompié     | D2                    | 5           | 1           | 4                     | 1                     | 9     | 2     |
| 1998-1999             | Albacete Balompié     | D2                    | 5           | 0           | -                     | -                     | 5     | 0     |
| 1998-1999             | Neuchâtel Xamax       | D1                    | 11          | 10          | 1                     | 0                     | 12    | 10    |
| 1999-2000             | FC Sion               | D1                    | 14          | 4           | -                     | -                     | 14    | 4     |
| 2000-2001             | FC Winterthour        | D1                    | 13          | 2           | -                     | -                     | 13    | 2     |
| 2001-2002             | FC Winterthour        | D1                    | 11          | 2           | -                     | -                     | 11    | 2     |
| Sous-total            | Sous-total            | Sous-total            | 59          | 19          | 5                     | 1                     | 64    | 20    |
| 2002                  | Rostselmach Rostov    | D1                    | 12          | 4           | 1                     | 0                     | 13    | 4     |
| 2003                  | FK Rostov             | D1                    | 27          | 4           | 6                     | 3                     | 33    | 7     |
| 2004                  | FK Rostov             | D1                    | 5           | 1           | 1                     | 0                     | 6     | 1     |
| Sous-total            | Sous-total            | Sous-total            | 44          | 9           | 8                     | 3                     | 52    | 12    |
| Total sur la carrière | Total sur la carrière | Total sur la carrière | 333         | 146         | 23                    | 8                     | 356   | 154   |